# Ricardo Alarcón
Ricardo Antonio Alarcón (ur. 12 stycznia 1914 w Buenos Aires) – argentyński piłkarz, napastnik.
Urodzony w Buenos Aires Alarcón karierę piłkarską rozpoczął w 1933 roku w klubie San Lorenzo de Almagro i od razu zdobył swój pierwszy tytuł mistrza Argentyny. W 1936 roku razem z San Lorenzo wygrał Copa de Honor oraz zdobył wicemistrzostwo Argentyny. W 1937 roku, jako piłkarz San Lorenzo, zdobył 4 bramki w wygranym 7:0 meczu z CA Lanús. Łącznie w latach 1933–39 Alarcón rozegrał w San Lorenzo 128 meczów i zdobył 77 bramek.
Następnie przeszedł do klubu Boca Juniors, w którym zadebiutował 11 czerwca 1939 roku w wygranym przez Boca 2:0 meczu z River Plate. Pierwszą bramkę dla Boca zdobył 16 lipca w meczu przeciwko Ferro Carril Oeste (zdobył w tym spotkaniu 3 bramki).
W 1940 roku razem z klubem Boca Juniors, drugi raz w swej karierze, został mistrzem Argentyny. Jako piłkarz klubu Boca Juniors był w kadrze reprezentacji podczas turnieju Copa América 1941, gdzie Argentyna zdobyła mistrzostwo Ameryki Południowej. Alarcón nie zagrał w żadnym meczu.
Ostatni raz w Boca zagrał 1 listopada 1941 roku w przegranym 0:1 pojedynku z Newell's Old Boys Rosario. Łącznie w barwach Boca rozegrał 62 mecze (dokładnie 5318 minut – 38 zwycięstw i 9 remisów) i zdobył 34 bramki.
Z Boca Juniors Alarcón przeszedł do klubu CA Platense, a w 1944 roku znów grał w San Lorenzo. W 1948 roku grał w klubie Gimnasia y Esgrima La Plata, skąd w 1949 roku przeniósł się do Włoch, gdzie do 1950 roku występował w klubie Genoa CFC. Następnie w latach 1950–1953 grał we francuskim klubie Olympique Marsylia.
W 1965 roku zakończył karierę w drugoligowym wówczas klubie Central Córdoba Rosario.
W reprezentacji Argentyny rozegrał łącznie 4 mecze.